# ویلهلم ابراهیمی
ویلهلم ابراهیمی سیاستمدار اهل ایران بود. وی نماینده کلدانیان و آشوریان در دوره بیست و یکم مجلس شورای ملی بود.